# Vente à distance
 (décembre 2021).
La vente à distance (VAD) est une technique de vente qui permet au consommateur, en dehors des lieux habituels de réception de la clientèle, de commander un produit ou de demander la réalisation d'un service.
Ceci est une définition « commerciale », d'un point de vue juridique ; l'utilisation d'un outil de télécommunication est un des critères de qualification de l'opération ; cela permet de la distinguer de la vente par démarchage.
Le VADiste est une personne qui réalise la VAD.

## Enjeux et typologie de la vente à distance

### Typologie de la vente à distance
Est considéré comme de la vente à distance :
- la vente sur catalogue ou vente par correspondance (VPC) ;
- la vente sur document dans un point de vente traditionnel (par exemple, dans une agence de voyage) ;
- la vente sur spécimen (par exemple, dans une concession automobile) ;
- la vente sur devis (par exemple, pour une maison) ;
- la vente sur échantillon (par exemple, pour un revêtement de sol) ;
- la vente sur écran (par exemple, le téléachat ou, d'une manière beaucoup plus importante, le commerce électronique).

### Enjeux de la vente à distance
La réglementation de cette activité est particulièrement protectrice envers les consommateurs (par exemple : la garantie satisfait ou remboursé).
La vente à distance valorise certains besoins du client :
- besoin du client de pouvoir s'informer de manière constante dans le temps ;
- besoin du client d'une économie de temps ;
- besoin du client de réaliser des économies (notamment grâce à la forte concurrence des entreprises de la vente a distance) ;
- besoin du client d'une discrétion ;
- besoin du client d'un accès à des produits non disponibles hors ligne ;
- besoin du client d'une facilité de comparaison des prix et des produits ;
- besoin du client de la sécurité du paiement (paiement sur Internet) et de la livraison (problème de la confiance valorisant les organisations click and mortar disposant déjà d'une image de marque) ;
- besoin du client d'une facilité du processus d'achat (le client n'a pas besoin d'utiliser une monnaie ou langue étrangère, etc.).

## Démarche de la vente à distance
La démarche de la vente à distance se caractérise par la réintermédiation de trois nouveaux acteurs très importants du marché qu'il faut prendre en compte dans le management :
- les moteurs de recherches ;
- les comparateurs de prix ;
- les sites de ventes aux enchères ;
- les moteurs de recherche.

L'implantation est aussi fonction d'une double contrainte logistique pour les flux physiques à gérer (stockage, personnalisation, livraison en fonction du niveau de péremption et d'intangibilité des produits permettant le choix entre une stratégie de trans-médiation — anciens de la VAD, click and mortar ou pure players — et d'urbanisation pour les flux immatériels (en fonction des quantités et de la qualité de service attendue).

## Vente à distance et concepts spécifiques

### Vente à distance et aspects juridiques

#### En France
En France, la vente à distance est réglementée par les articles L.221-1 et suivants du Code de la consommation. Il s'agit d'un contrat à distance défini comme un contrat conclu entre un professionnel et un consommateur hors la présence physique simultanée des parties. Elle donne lieu à ce titre à un droit de rétractation.

#### Au Québec (Canada)
En droit québécois, le contrat conclu à distance est régi par les articles 54.1 à 54.16 de la Loi sur la protection du consommateur. L'article 54.1 LPC définit ce contrat comme étant « un contrat conclu alors que le commerçant et le consommateur ne sont pas en présence l’un de l’autre et qui est précédé d’une offre du commerçant de conclure un tel contrat ».